# دهن‌رود (خوسف)
دهن‌رود روستایی در دهستان خور بخش مرکزی شهرستان خوسف استان خراسان جنوبی ایران است.

## جمعیت
بر پایه سرشماری عمومی نفوس و مسکن در سال ۱۳۹۵ جمعیت این روستا ۷۲ نفر (۲۵خانوار) بوده‌است.